# بطن سالم
بطن سالم، قرية من قرى محافظة العيص، والتابعة لمنطقة المدينة المنورة في السعودية.